# U-5
O Unterseeboot 5 foi um submarino alemão que serviu na Kriegsmarine durante a Segunda Guerra Mundial.
Afundou-se no dia 19 de Março de 1943 a oeste de Pillau após sofrer um acidente enquanto navegava, causando a morte de 21 dos 37 tripulantes.

## Comandantes
| Comandante                          | Data                                           |
| ----------------------------------- | ---------------------------------------------- |
| Rolf Dau                            | 31 de Agosto de 1935 - 27 de Setembro de 1936  |
| Gerhard Glattes                     | 1 de Outubro de 1936 - 2 de Fevereiro de 1938  |
| Kptlt. Günter Kutschmann            | 3 de Fevereiro de 1938 - 4 de Dezembro de 1939 |
| Kptlt. Heinrich Lehmann-Willenbrock | 5 de Dezembro de 1939 - 11 de Agosto de 1940   |
| Herbert Opitz                       | 12 de Agosto de 1940 - 27 de Março de 1941     |
| Friedrich Bothe                     | 28 de Março de 1941 - 6 de Janeiro de 1942     |
| Oblt. Karl Friederich               | 7 de Janeiro de 1942 - 23 de Março de 1942     |
| Hans-Dieter Mohs                    | 26 de Março de 1942 - Maio de 1942             |
| Kurt Pressel                        | Maio de 1942 - 9 de Novembro de 1942           |
| Ltn. Hermann Rahn                   | 10 de Novembro de 1942 - 19 de Março de 1943   |
| Alfred Radermacher                  | Março de 1943 - Março de 1943                  |

## Carreira

### Subordinação

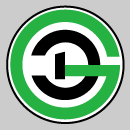
Emblema da 21.ª Unterseebootsflottille.

| 1 de Setembro de 1935 - 30 de Junho de 1940 | U-Bootschulflottille       |
| 1 de Julho de 1940 - 19 de Março de 1943    | 21. Unterseebootsflottille |

### Patrulhas
|       | Comandante                          | Partida     | Partida       | Chegada     | Chegada       | Dias |
| ----- | ----------------------------------- | ----------- | ------------- | ----------- | ------------- | ---- |
| 1     | Kptlt. Günter Kutschmann            | 24 Ago 1939 | Neustadt      | 8 Set 1939  | Kiel          | 16   |
| 2     | Kptlt. Heinrich Lehmann-Willenbrock | 4 Abr 1940  | Wilhelmshaven | 19 Abr 1940 | Wilhelmshaven | 16   |
| Total | Total                               | Total       | Total         | Total       | Total         | 32   |